# Cannes Man
Pour plus de détails, voir Fiche technique et Distribution.
Cannes Man est un film américain réalisé par Richard Martini (en), sorti en 1997.

## Fiche technique
- Titre original : Cannes Man
- Réalisation : Richard Martini (en)
- Scénario : Deric Haddad, Richard Martini (en), Irwin Rappaport, Susan Shapiro
- Direction artistique :
- Décors :
- Costumes :
- Photographie : Denise Brassard et Dean Lent
- Son :
- Montage : Richard Currie
- Musique : Richard Martini (en)
- Production : Tom Coleman et Holly MacConkey
  - Production déléguée : Johan Schotte et Jon Turtle
- Société de production :
- Société de distribution : Vanguard Cinema (DVD aux  États-Unis)
- Budget :
- Pays de production :  États-Unis
- Langue originale : anglais, français et norvégien
- Genre : comédie dramatique
- Durée : 88 minutes
- Dates de sortie :
  - États-Unis : 3 juin 1997 (première vidéo)
  - États-Unis : 5 mars 2002 (DVD) et 21 janvier 2003 (Director's cut)
- Interdiction :  États-Unis : R pour langage

## Distribution
- François Petit : le français
- Robert Hockley : l'américain
- Luana Anders : l'agent au téléphone
- Jack Ong : le ministre
- Francesco Quinn : Frank 'Rhino' Rhinoslavsky
- Rebecca Broussard (en) : Rebecca Lerner
- Lloyd Kaufman : lui-même
- Lawrence Kasanoff (en) : l'exécutant du studio
- Duncan Clark : Duquesne Cameron
- Gary W. Goldstein : le producteur
- Seymour Cassel : Sy Lerner
- Therese Kablan : Tawny
- Jim Stark : le producteur à Paris
- Randal Kleiser : le réalisateur
- Alex Ben Block : le reporter hollywoodien